# Él y ella (programa de televisión)
Él y ella fue un programa humorístico venezolano creado, producido y dirigido por Miguel Ángel Landa para la cadena de televisión Radio Caracas Televisión entre 1971 y 1976. Estuvo protagonizado por él junto a -su entonces esposa- Mirla Castellanos y un elenco de comediantes y actores reconocidos, el cual contó con una destacada audiencia, y que lo convirtió en uno de los programas televisivos más exitosos de Venezuela durante la década de 1970.

## Historia
El programa fue aprobado por los ejecutivos de RCTV a finales de 1970, esto por el buen recibimiento del matrimonio conformado entre Miguel Ángel Landa y Mirla Castellanos -quien ya era apodada entonces como "La Primerísima"- y el concepto del mismo estaba mayormente inspirado en su similar estadounidense The Sonny & Cher Comedy Hour (el cual era protagonizado y producido por el cantautor estadounidense Sonny Bono y su entonces esposa, la cantante y actriz Cher, y transmitido por la cadena  CBS).
En el caso de Él y Ella tanto Landa como Castellanos hacían sátiras y burlas a su matrimonio dentro del mismo, además de que allí se presentaban otros sketchs de comedia (como por ejemplo el personaje de Nino Frescobaldi, quien era interpretado por Julio Gassette, el cual años después obtendría fama internacional cuando él repitió dicho papel en el programa de Venevisión Bienvenidos, igualmente producido por Landa) y la actuación de diversos artistas quienes también cantaron en el programa en reiteradas oportunidades, incluyendo a -un entonces desconocido- Juan Gabriel, quien haría su primera presentación televisiva fuera de su país.
Él y ella rápidamente comenzó a ganar fama en toda Venezuela y se convirtió en una de las principales competencias para Venevision y -la entonces privada- Cadena Venezolana de Televisión además de que tanto Landa como Castellanos también realizaron, junto con el elenco del programa, diversas giras y shows en vivo por todo el país.
Sin embargo, a pesar de ser una de las producciones más fuertes y sólidas de RCTV, la serie comenzó a decaer a raíz de diversos conflictos en la relación marital de sus protagonistas principales (los cuales derivarían en el divorcio de la pareja en 1976, y tras siete años de matrimonio) y también por el hecho de que en ese programa se tocaban, aunque indirectamente, algunas situaciones políticas que ocurrían en Venezuela y el mundo en aquella época, lo que hizo que el programa no fuera renovado para más capítulos.
También, y más recientemente, se ha dicho que otros conflictos que Landa tuvo con la producción del canal fue por el hecho de que, en algunos casos, llegó a ser discriminado por ser de piel morena.

## Elenco
- Miguel Ángel Landa
- Mirla Castellanos
- Julio Gassette
- Gloria Mirós
- Julio Alcázar
- Arturo Calderón
- Alfredo Berry
- José Ramones

### Algunos Invitados Especiales
- Juan Gabriel
- Rudy Márquez
- Doris Wells
- Tony Rodríguez